# Дубовской сельсовет (Добринский район)
Дубовской сельсовет — сельское поселение в Добринском районе Липецкой области Российской Федерации.
Административный центр — село Дубовое.

## История
Статус и границы сельского поселения установлены Законом Липецкой области от 23 сентября 2004 года № 126-ОЗ «Об установлении границ муниципальных образований Липецкой области»

## Население
| 2010  | 2012  | 2013  | 2014  | 2015  | 2016  | 2017  |
| ----- | ----- | ----- | ----- | ----- | ----- | ----- |
| 2315  | ↘2256 | ↘2208 | ↘2190 | ↘2161 | ↘2154 | ↘2122 |
| 2018  | 2021  |       |       |       |       |       |
| ↘2054 | ↘1971 |       |       |       |       |       |

## Состав сельского поселения
| № | Населённый пункт | Тип населённого пункта       | Население |
| - | ---------------- | ---------------------------- | --------- |
| 1 | Дубовое          | село, административный центр | 611       |
| 2 | Ивановка         | село                         | 162       |
| 3 | Новый Свет       | посёлок                      | 26        |
| 4 | Садовая          | деревня                      | 10        |
| 5 | Сергеевка        | деревня                      | 29        |
| 6 | Софьино          | деревня                      | 769       |
| 7 | Хворостянка      | село                         | ↘708      |